# Copa Intercontinental 1997
La Copa Intercontinental 1997 fue la 36ª edición del torneo. Enfrentó al campeón de Europa ante el campeón de Sudamérica.

## Clubes clasificados
Se fueron decidiendo a lo largo de 1997 entre las dos competiciones continentales de mayor historia.
| UEFA (Europa)         |  | Borussia Dortmund |  | Campeón de la Liga de Campeones de la UEFA (1996-97) |
| CONMEBOL (Sudamérica) |  | Cruzeiro          |  | Campeón de la Copa Libertadores de América (1997)    |

## Sede
| Japón               |          |
| Ciudad              | Estadio  |
| Tokio               | Nacional |
|                     |          |
| 57 363 espectadores |          |

## Final
| 1          | POR        | Stefan Klos          |     |
| 27         | DEF        | Wolfgang Feiersinger |     |
| 7          | DEF        | Stefan Reuter        |     |
| 5          | DEF        | Julio César          |     |
| 17         | MED        | Jörg Heinrich        |     |
| 4          | MED        | Steffen Freund       |     |
| 19         | MED        | Paulo Sousa          |     |
| 10         | MED        | Andreas Möller       |     |
| 8          | MED        | Michael Zorc         | 80' |
| 11         | DEL        | Heiko Herrlich       |     |
| 9          | DEL        | Stéphane Chapuisat   | 75' |
| Entrenador | Entrenador | Nevio Scala          |     |

| 1          | POR        | Dida              |     |
| 2          | DEF        | Vítor             |     |
| 13         | DEF        | João Carlos       |     |
| 4          | DEF        | Gonçalves         |     |
| 6          | DEF        | Elivélton         |     |
| 5          | MED        | Fabinho           |     |
| 9          | MED        | Clêisson          |     |
| 10         | MED        | Roberto Palacios  | 64' |
| 8          | MED        | Ricardinho        |     |
| 7          | DEL        | Bebeto            |     |
| 11         | DEL        | Donizete          |     |
| Entrenador | Entrenador | Nelsinho Baptista |     |

| 24 | MED | Harry Decheiver | 75' |
| 30 | MED | Jovan Kirovski  | 80' |

| 18 | MED | Marcelo | 64' |

| Anotado | 34' | Michael Zorc   | 1–0 |
| Anotado | 85' | Heiko Herrlich | 2–0 |

|  |

| Amonestado | 18' | Andreas Möller |
| Amonestado | 54' | Stefan Reuter  |
| Amonestado | 83' | Heiko Herrlich |

| Amonestado | 15' | Vítor |

| Expulsado | 66' | Vítor |

| Árbitro             | José María García-Aranda |
| Árbitros asistentes | Jeon Young-Hyun          |
| Árbitros asistentes | Yoshikazu Hiroshima      |
| Cuarto árbitro      | Masayoshi Okada          |

| 1          | POR        | Stefan Klos          |     |
| 27         | DEF        | Wolfgang Feiersinger |     |
| 7          | DEF        | Stefan Reuter        |     |
| 5          | DEF        | Julio César          |     |
| 17         | MED        | Jörg Heinrich        |     |
| 4          | MED        | Steffen Freund       |     |
| 19         | MED        | Paulo Sousa          |     |
| 10         | MED        | Andreas Möller       |     |
| 8          | MED        | Michael Zorc         | 80' |
| 11         | DEL        | Heiko Herrlich       |     |
| 9          | DEL        | Stéphane Chapuisat   | 75' |
| Entrenador | Entrenador | Nevio Scala          |     |

| 1          | POR        | Dida              |     |
| 2          | DEF        | Vítor             |     |
| 13         | DEF        | João Carlos       |     |
| 4          | DEF        | Gonçalves         |     |
| 6          | DEF        | Elivélton         |     |
| 5          | MED        | Fabinho           |     |
| 9          | MED        | Clêisson          |     |
| 10         | MED        | Roberto Palacios  | 64' |
| 8          | MED        | Ricardinho        |     |
| 7          | DEL        | Bebeto            |     |
| 11         | DEL        | Donizete          |     |
| Entrenador | Entrenador | Nelsinho Baptista |     |

| 24 | MED | Harry Decheiver | 75' |
| 30 | MED | Jovan Kirovski  | 80' |

| 18 | MED | Marcelo | 64' |

| Anotado | 34' | Michael Zorc   | 1–0 |
| Anotado | 85' | Heiko Herrlich | 2–0 |

|  |

| Amonestado | 18' | Andreas Möller |
| Amonestado | 54' | Stefan Reuter  |
| Amonestado | 83' | Heiko Herrlich |

| Amonestado | 15' | Vítor |

| Expulsado | 66' | Vítor |

| Árbitro             | José María García-Aranda |
| Árbitros asistentes | Jeon Young-Hyun          |
| Árbitros asistentes | Yoshikazu Hiroshima      |
| Cuarto árbitro      | Masayoshi Okada          |

|                           |
| Bandera de Alemania       |
| Campeón Borussia Dortmund |
| 1.er título               |